# Hueneme Glacier
Hueneme Glacier är en glaciär i Antarktis. Den ligger i Västantarktis. Inget land gör anspråk på området. Hueneme Glacier ligger 1 386 meter över havet.
Terrängen runt Hueneme Glacier är varierad. Trakten är obefolkad. Det finns inga samhällen i närheten.